# 李貴 (嘉靖進士)
李貴（？—？），字廷良，號文麓，江西南昌府豐城縣人，明朝政治人物。嘉靖壬子江西解元，聯捷癸丑進士。累官四川副使。

## 生平
嘉靖三十一年（1552年）壬子科江西鄉試第一名舉人，嘉靖三十二年（1553年）聯捷癸丑科進士。改庶吉士，三十四年十月授翰林院编修，隆慶元年（1567年）正月升官至四川按察司副使，二月以親老乞終養。

## 家族
高祖李裕，官至尚書；曾祖李槩，曾任知府進階亞中大夫；祖父李環；父李誾。母劉氏。弟李賓、李實。